# 紀元前637年
紀元前637年（きげんぜん637ねん）は、西暦（ローマ暦）による年。紀元前1世紀の共和政ローマ末期以降の古代ローマにおいては、ローマ建国紀元117年として知られていた。紀年法として西暦（キリスト紀元）がヨーロッパで広く普及した中世時代初期以降、この年は紀元前637年と表記されるのが一般的となった。

## 他の紀年法
- 干支 : 甲申
- 日本
  - 皇紀24年
  - 神武天皇24年
- 中国
  - 周 - 襄王15年
  - 魯 - 僖公23年
  - 斉 - 孝公6年
  - 晋 - 恵公14年
  - 秦 - 穆公23年
  - 楚 - 成王35年
  - 宋 - 襄公14年
  - 衛 - 文公23年
  - 陳 - 穆公11年
  - 蔡 - 荘侯9年
  - 曹 - 共公16年
  - 鄭 - 文公36年
  - 燕 - 襄公21年
- 朝鮮
  - 檀紀1697年
- ユダヤ暦 : 3124年 - 3125年

## できごと

### 中国
- 斉軍が宋を攻撃し、緡を包囲した。
- 楚の成得臣が軍を率いて陳を攻撃し、焦・夷を占領し、頓に築城して凱旋した。
- 晋の恵公が死去し、懐公が即位した。懐公は狐突を殺害した。

## 死去
- 宋の襄公
- 晋の恵公
- 杞の成公
- 狐突